# Pristilomatidae
Pristilomatidae is een familie van weekdieren uit de klasse van de Gastropoda (slakken).

## Geslacht
- Gyralina Andreae, 1902

## In Nederland waargenomen soorten
- Genus: Hawaiia
  - Hawaiia minuscula
- Genus: Vitrea
  - Vitrea contracta - (Kleine kristalslak)
  - Vitrea crystallina - (Gewone kristalslak)